# Voetbalkampioenschap van Elbe-Elster 1926/27
In 1926/27 werd het zevende voetbalkampioenschap van Elbe-Elster gespeeld, dat georganiseerd werd door de Midden-Duitse voetbalbond. 
Vorwärts Falkenberg werd kampioen en plaatste zich voor de Midden-Duitse eindronde. De club verloor meteen van VfL 1911 Bitterfeld.
FC Sportfreunde Torgau veranderde de naam in SC Sportfreunde Torgau.

## Gauliga

### Groep Elbe
| Plaats | Club                        | Wed. | W | G | V | Saldo | Ptn. |
| ------ | --------------------------- | ---- | - | - | - | ----- | ---- |
| 1.     | SV Vorwärts Falkenberg      | 8    | 6 | 1 | 1 | 24:10 | 13:3 |
| 2.     | SC Sportfreunde 1910 Torgau | 8    | 5 | 0 | 3 | 17:16 | 10:6 |
| 3.     | FC Hartenfels 1909 Torgau   | 8    | 4 | 0 | 4 | 21:19 | 8:8  |
| 4.     | VfB 1907 Herzberg           | 8    | 3 | 1 | 4 | 11:13 | 7:9  |
| 5.     | BC Dommitzsch               | 8    | 1 | 0 | 7 | 6:21  | 2:14 |

|  | Finale titel |

### Groep Elster
| Plaats | Club                   | Wed. | W | G | V | Saldo | Ptn. |
| ------ | ---------------------- | ---- | - | - | - | ----- | ---- |
| 1.     | FC Fortuna Mückenberg  | 8    | 5 | 1 | 2 | 17:16 | 11:5 |
| 2.     | SC Preußen 1909 Biehla | 8    | 4 | 1 | 3 | 23:11 | 9:7  |
| 3.     | Eintracht Bockwitz     | 8    | 4 | 1 | 3 | 16:13 | 9:7  |
| 4.     | VfB Hohenleipisch 1912 | 8    | 3 | 2 | 3 | 12:18 | 8:8  |
| 5.     | SV 08 Bockwitz         | 8    | 1 | 1 | 6 | 6:16  | 3:13 |

### Finale
Heen
|  |                        |       |                       |  |
|  | SV Vorwärts Falkenberg | 3 – 3 | FC Fortuna Mückenberg |  |
|  |                        |       |                       |  |

Terug
|  |                       |       |                        |  |
|  | FC Fortuna Mückenberg | 2 – 3 | SV Vorwärts Falkenberg |  |
|  |                       |       |                        |  |